# Choča
Choča (hongrois : Hecse) est un village de Slovaquie situé dans la région de Nitra.

## Histoire
Première mention écrite du village en 1209.

## Démographie

### Évolution de la population
| Année:               | 1994. | 2004.   | 2014.   | 2024.   |
| -------------------- | ----- | ------- | ------- | ------- |
| Nombre de personnes: | 474   | 486     | 501     | 470     |
| Différence:          |       | +2,53 % | +3,08 % | -6,18 % |

| Année:               | 2023. | 2024.   |
| -------------------- | ----- | ------- |
| Nombre de personnes: | 483   | 470     |
| Différence:          |       | -2,69 % |